# Eva Brück
Eva Brück (geboren als Eva Morgenstern 13. Juni 1926 in Berlin; gestorben 5. November 1998 ebenda) war eine deutsche Schriftstellerin, Übersetzerin und Journalistin.    

## Leben
Eva Morgensterns Vater Milan Morgenstern war ein österreichischer Heilpädagoge und Psychiater, der in Wien u. a. mit Franz Werfel, Stefan Zweig und Rainer Maria Rilke bekannt war. Er leitete in den 1920er Jahren in Berlin eine Beratungsstelle der Internationalen Arbeiterhilfe (IAH) für jugendliche Rechtsbrecher. Eva Morgensterns Mutter Sophie Alice Hirschberg war Erzieherin für behinderte Kinder. Nach der Machtübergabe an die Nationalsozialisten 1933 floh die Familie aus Berlin nach Wien, wo Eva die Volksschule besuchte und ab 1936 die Schwarzwaldschule. Nach dem Anschluss Österreichs 1938 floh die Familie nach Großbritannien, Evas Großmutter und eine Tante väterlicherseits wurden im Ghetto Theresienstadt Opfer des Holocaust.  
Eva Morgenstern besuchte eine Internatsschule für Quäkerinnen und eine Highschool in Oxford. Sie studierte von 1944 bis 1947 moderne Sprachen am St Anne’s College und arbeitete danach als Lehrerin. 1947 heiratete sie Josef Brück, der 1939 mit einem Kindertransport aus Wien gerettet worden war. Mit ihm, dem Lemberger Juden, der den Briten als Sowjetbürger galt, wollte sie 1949 in die Sowjetunion einreisen, sie wurden aber in Ost-Berlin festgehalten und blieben aus politischer Überzeugung dort. 1958 wurde sie DDR-Bürgerin. Sie arbeitete für die englische Ausgabe der Gewerkschaftszeitung Lehrer der Welt und für andere Zeitungen und Zeitschriften der DDR. Dank ihrer Russisch-Kenntnisse war sie auch als Simultan-Dolmetscherin tätig, so 1952 für Ilja Ehrenburg beim Weltfriedenskongress in Wien. Sie übersetzte pädagogische Texte aus dem Russischen und Museumskataloge und auch ein paar Comics von Hannes Hegen ins Englische. Für ihre Auslandsreisen nach Skandinavien, in die Mongolei, Nordamerika, Asien, Afrika und auch nach Österreich führte sie mit der Parteibürokratie der SED Auseinandersetzungen um die Reisegenehmigungen. Sie schrieb Reiseberichte und Kurzgeschichten, von denen nur ein Teil zur Publikation freigegeben wurde, ein Teil kursierte in der DDR als Samisdat. Internationale Interviews erschienen in der Zeitschrift Bildende Kunst. Brück engagierte sich ehrenamtlich in der Jüdischen Gemeinde Berlins. 

## Schriften (Auswahl)
- Elisabeth – eine Rückblende. Fouqué, Egelsbach 1998.
- Kleine Ostgeschichten. Verl. am Park, Berlin 1996.
- Im Schatten des Hakenkreuzes. Ahriman, Freiburg im Breisgau 1993.